# カシス・オレンジ
カシス・オレンジ、カシスオレンジ (cassis orange、cassis and orange) は、カシスリキュールベースのカクテル。

## 概要
カシスリキュールを用いた代表的なカクテルの1つ。カシオレと略して呼ばれる。
カシスリキュールとオレンジジュースを混ぜて作ったカクテルである。使用するカシスリキュールの製品や使用量よって出来上がりのアルコール度数は上下するが、カシスオレンジのアルコール度数はおおむね8度以下となる。
1980年以降に作られたカクテルで、カクテル言葉は無い。
RTDとしても、多数の飲料メーカーから発売されている。アルコール度数が0のノンアルコール飲料の製品もある。
日本では、飲みやすいとして人気が高く定番カクテルの1つになっているが、日本以外ではあまり知られていない。特にアメリカ合衆国やカナダでの認知度は低い。

## レシピの例
材料
- カシスリキュール（クレーム・ド・カシスなど） -  30ml - 45ml
- オレンジジュース 適量

作り方
1. 氷を入れたタンブラーグラスにカシスリキュールを入れ、続いてオレンジジュースで満たしてから軽くかき混ぜる。

オレンジジュースを注ぐ際に、グラスの内側を沿うようにそっと注いで、かき混ぜずにカシスリキュールとオレンジジュースの2層で提供することもある。